# Горная капская зебра
Горная капская зебра (лат. Equus zebra zebra) — подвид горной зебры обитающий в Южной Африке. Это самый маленький из всех существующих видов зебр, а также самый географически ограниченный. Хотя когда-то эта популяция была почти доведена до вымирания, теперь она была увеличена несколькими методами сохранения и классифицирована МСОП как уязвимая.

## Таксономия
Горная капская зебра — это один из двух географически разделенных подвидов вида Equus zebra (горная зебра), другой-горная зебра Хартмана (Equus zebra hartmannae). Капская горная зебра когда-то рассматривалась как отдельный вид от горной зебры Хартмана на основе таксономических данных, но недавние геномные данные привели к тому, что две популяции теперь классифицируются как подвиды Equus zebra.

## Внешний вид
Как и все виды зебр, Горная капская зебра имеет характерный черно-белый полосатый рисунок на своей шкуре, уникальный для отдельных особей. Как и другие горные зебры, она среднего размера, тоньше с более узкими копытами, чем обычная равнинная зебра, и имеет белый живот, как у зебры Греви.

##### Размер и вес
Капская горная зебра немного отличается от подвида Хартмана, будучи более коренастой и обладая более длинными ушами и более крупным рылом. Взрослые особи имеют высоту плеч от 116 до 128 см, что делает их наиболее легко сложенным подвидом зебры. Наблюдается незначительный половой диморфизм у кобыл массой около 234 кг и жеребцов массой около 250—260 кг.

## Распространение и среда обитания
Исторически Горная капская зебра встречалась во всех горных районах Капской провинции Южной Африки. сегодня они ограничиваются несколькими горными заповедниками и национальными парками: главным образом Национальным парком горной зебры, но также горным заповедником ГАМКА и Национальным парком Кару, среди многих других. Как следует из его названия, как и все горные зебры, Горная капская зебра встречается на склонах и плоскогорьях горных районов и может быть найдена на высоте до 2000 м над уровнем моря летом, перемещаясь на более низкие высоты зимой.

## Экология и поведение
Горная капская зебра (как и подвид Хартмана) является преимущественно дневной или сумеречной и наиболее активна ранним утром и с конца дня до заката. Он обычно пьет два раза в день, и ежедневная уборка мусора является обычным делом.

### Диета
Горная капская зебра является злаковым животным, что означает, что ее рацион состоит в основном из трав. Это высокоселективный питатель, который отдает предпочтение более зеленым листовым растениям, в частности Южноафриканской красной траве и плакучему лавграссу. Обычно избегают низкорослых, очень густых, мелких стебельчатых трав, а также отмирающего листового материала. Было замечено, что Капский подвид является кульминационным пастбищем, то есть он питается на довольно высоком уровне от Земли. Это означает, что увеличение численности низкоуровневых пастбищ, таких как спрингбок, приведет к снижению высоты травы до уровня ниже высоты укуса зебры, что может иметь пагубные последствия для населения.[11]

## Размножение
Размножение происходит в течение всего года с пиками рождаемости в декабре-феврале (лето) и периодом беременности 1 год. Один холостые кобели достигают половой зрелости в 5-6 лет, когда они способны стать стадными жеребцами, в то время как кобылы производят своих первых жеребят в 3-6 лет [12] и могут оставаться репродуктивно активными примерно до 24 лет.[16]

## Охранный статус и угрозы
Из-за чрезмерной и длительной охоты и разрушения среды обитания в Южной Африке популяция Горная капская зебра сильно сократилась за последние 300 лет. Хотя некогда этот подвид был классифицирован как находящийся под угрозой исчезновения, в настоящее время он включен в Красную книгу МСОП в соответствии с критерием D1: его популяция очень мала и ограничивается менее чем 997 зрелыми особями.[2] Он также включен в Приложение I СИТЕС в связи с угрозой исчезновения и влиянием торговли.[5] Общая численность популяции в настоящее время оценивается примерно в 497 зрелых особей, причем низкая генетическая вариабельность указывает на фрагментацию популяции и дрейф. Поэтому смешение аборигенных популяций используется в качестве стратегии управления, чтобы попытаться избежать дальнейшей потери разнообразия.[4]
Угрозы, с которыми по-прежнему сталкивается Капский подвид, — это превращение мест обитания в сельскохозяйственные угодья, конкуренция с домашним скотом, охота, преследование и потенциальное скрещивание между двумя подвидами, что приведет к дальнейшему сокращению и без того низкого генетического разнообразия.[9]

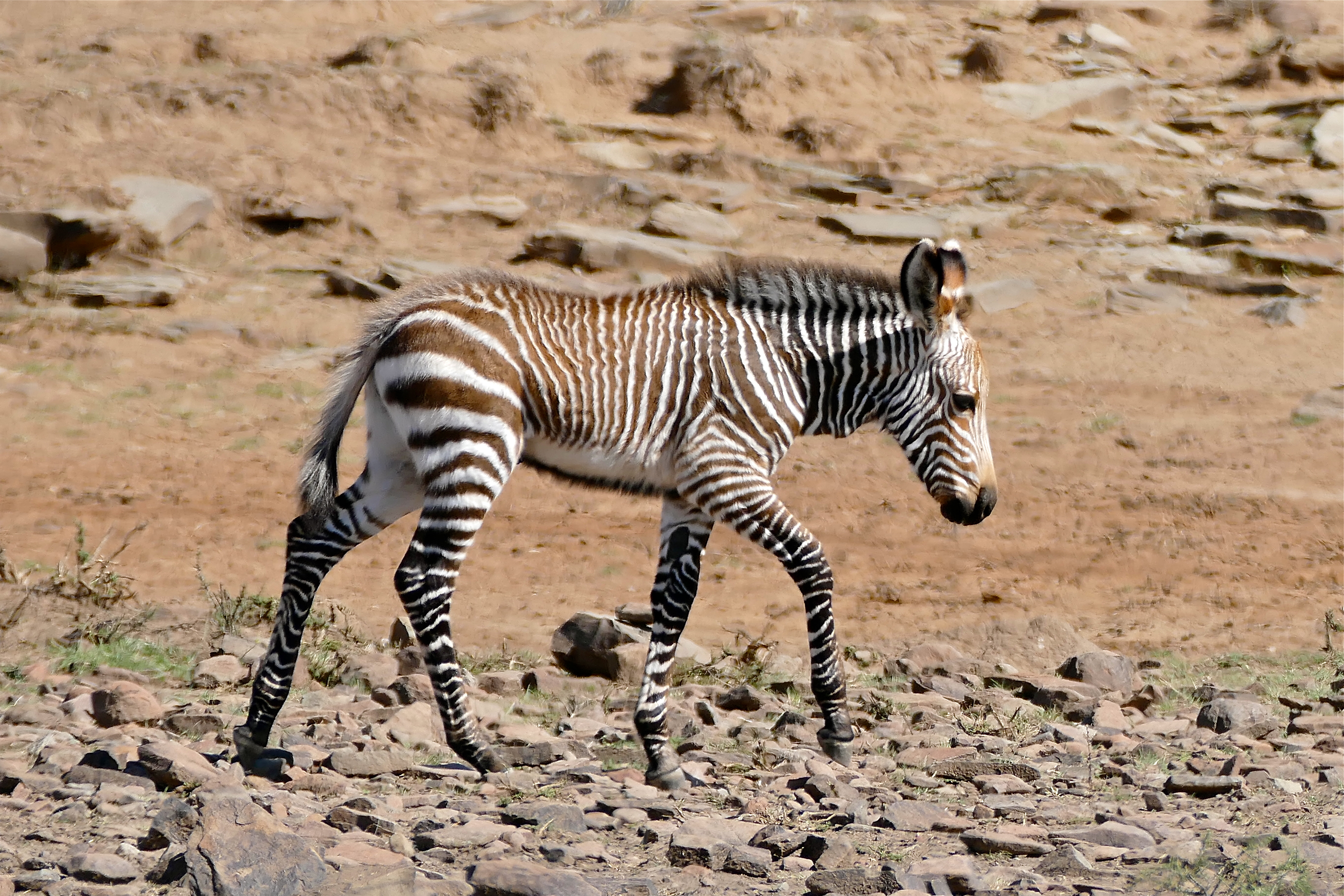
Жеребёнок